# Antonio Maffi
Antonio Maffi (Milano, 11 dicembre 1850 – Milano, 9 marzo 1912) è stato un politico italiano, membro della Camera dei deputati del Regno d'Italia dal 1882 al 1892.

## Biografia
Radicale su posizioni anarchico-libertarie, fu il primo operaio eletto alla Camera dei deputati. Tipografo, fu membro del Consiglio superiore del Lavoro. Massone, fu iniziato nel 1883 nella Loggia Spartaco di Roma, membro del Grande Oriente d'Italia, il 16 gennaio 1885 fu membro del Consiglio dell'Ordine all'Assemblea Costituente.